# Dolichopus brunneilineatus
Dolichopus brunneilineatus är en tvåvingeart som beskrevs av Negrobov 1976. Dolichopus brunneilineatus ingår i släktet Dolichopus och familjen styltflugor. Inga underarter finns listade i Catalogue of Life.